# Глухов, Александр Александрович
Александр Александрович Глухов (5 мая 1908, Старосемейкино, Самарская губерния, Российская империя — 7 июля 1977, Алтайский район, Алтайский край) — старший механик Алтайской МТС Алтайского района Алтайского края. Герой Социалистического Труда (1949).

## Биография
Родился в 1908 году в бедной крестьянской семье в селе Старосемейкино. Получил начальное образование. С девяти лет занимался батрачеством. В 1921 году вместе со семьёй переехал на Алтай. С 1940 года трудился механиком, заведующим ремонтной мастерской Алтайской МТС. В 1940 году вступил в ВКП(б).
В 1948 году в колхозах, которые обслуживала Алтайская МТС, было получено в среднем с каждого гектара по 21,3 центнера пшеницы и 20,4 центнера ржи. Указом Президиума Верховного Совета СССР от 20 мая 1949 года за получение высоких урожаев пшеницы и ржи при выполнении колхозом обязательных поставок и контрактации по всем видам сельскохозяйственной продукции, натуроплаты за работу МТС в 1948 году и обеспеченности семенами зерновых культур для весеннего сева 1949 года удостоен звания Героя Социалистического Труда с вручением ордена Ленина и золотой медали «Серп и Молот».
В 1968 году вышел на пенсию.
Скончался в 1977 году.

## Награды
- Герой Социалистического Труда — указом Президиума Верховного Совета СССР от 20 мая 1949 года
- Орден Ленина